# Константа Тимчева
Константа Велинова Тимчева е водещ български лекар и преподавател по онкология, професор. Практикува в УМБАЛ “Св. Иван Рилски“, гр. София. 

## Биография
Константа Велинова Тимчева е родена в гр. София през 1951 г. Завършва медицина във Висшия медицински институт – София през 1975 г.
През 1978 г. заминава за Москва, където през следващите 3 години разработва докторската си дисертация, посветена на клоногенната способност на туморни клетки след въздействие с лъче- и химиотерапия.
В края на 1981 г. е назначена като н.с. ІІІ ст. в Националния онкологичен център – София, в Клиника по химиотерапия.
През 1987 г. след успешно положен изпит, придобива специалност „Вътрешни болести“, през 1994 – „Онкология“. През 2003 г. след изпит за специалност в чужбина има призната Европейска специалност „Медицинска онкология“, ресертифицирана през 2008 г.
През 1997 г. се хабилитира – доцент по специалността „Онкология“.
През 1999 – 2010 г. след два успешно положени конкурса ръководи Клиниката по химиотерапия към СБАЛО.
В периода 1999 – 2008 г. /два мандата/ е представител на България в European Society for Medical Oncology. Член на ESMO Breast Cancer Faculty.
През 2013 г. става професор по специалността Онкология.
От 2014 до 2021 г. създава и ръководи Клиника по медицинска онкология в МБАЛ „Надежда“ гр. София.
От 2022–2023 г. практикува в СБАЛОЗ, гр. София.
От 2023 г. практикува в УМБАЛ “Св. Иван Рилски“, гр. София
Членува в редица национални и международни организации: УС на Българска Национална Асоциация по Онкология - Bulgarian National Association of Oncology (БНАО/BNAO), Съвместна Онкологична Национална Мрежа - Bulgarian Joint Cancer Network (СОНМ/BJCN), European Society for Medical Oncology (ESMO), American Society for Clinical Oncology (ASCI), European Association for Cancer Research (EACR), European Organization for Research and Treatment of Cancer (EORTC) – член на Lung Cancer Group, Breast Cancer Research and Treatment (BCIRG), Balkan Union of Cancer (BUON)
Член е на няколко Европейски борда, определящи тактиката за лечение на някои видове солидни злокачествени тумори.
Има участие в 6 монографии и над 80 научни публикации в онкологични списания. Създател на учебник по специалността Медицинска Онкология.
От 15 години се занимава с преподавателска дейност в областта на онкологията – обучение на студенти по медицина, медицински сестри и лекари, специализиращи онкология.
Лекар на годината на България за 2010 г.
Носител е на специална награда на Асоциацията на пациентите с онкологични заболявания.
Номинирана е за Човек на годината за 2010 и 2011 г.
Избрана в класацията „Най-добрите български лекари“
През 2011 г. проф. Тимчева се обявява против узаконяването на евтаназията и смята, че преди да бъде приет подобен закон следва да бъдат подобрени поддържащите грижи за терминално болни пациенти. Бори се за справедливо и недискриминационно разпределение на животоподдържащи препарати сред онкоболните пациенти и за това те да имат достъп до най-съвременните методи на лечение. Твърди, че всеки пациент има право съм да избере дали и как да се лекува, като ролята на лекаря е да му разясни наличните алтернативи.